# 金钟镇 (威宁县)
金钟镇，是中华人民共和国贵州省毕节市威宁彝族回族苗族自治县下辖的一个乡镇级行政单位。

## 行政区划
金钟镇下辖以下地区：
金钟村、金水村、联民村、米斗村、大营村、冒水村、夸都村、独乍村、树林村、寨营村、明星村、院箐村、狮子村、新田村、新岩村、新营村、文昌村、水营村和岔沟村。